# Prater Ridge Trail
Pour les articles homonymes, voir Prater.
 (juillet 2019).
Le Prater Ridge Trail est un sentier de randonnée du comté de Montezuma, dans le Colorado, aux États-Unis. Il est situé au sein du parc national de Mesa Verde.